# Hotel Fürstenhof (Kempten)

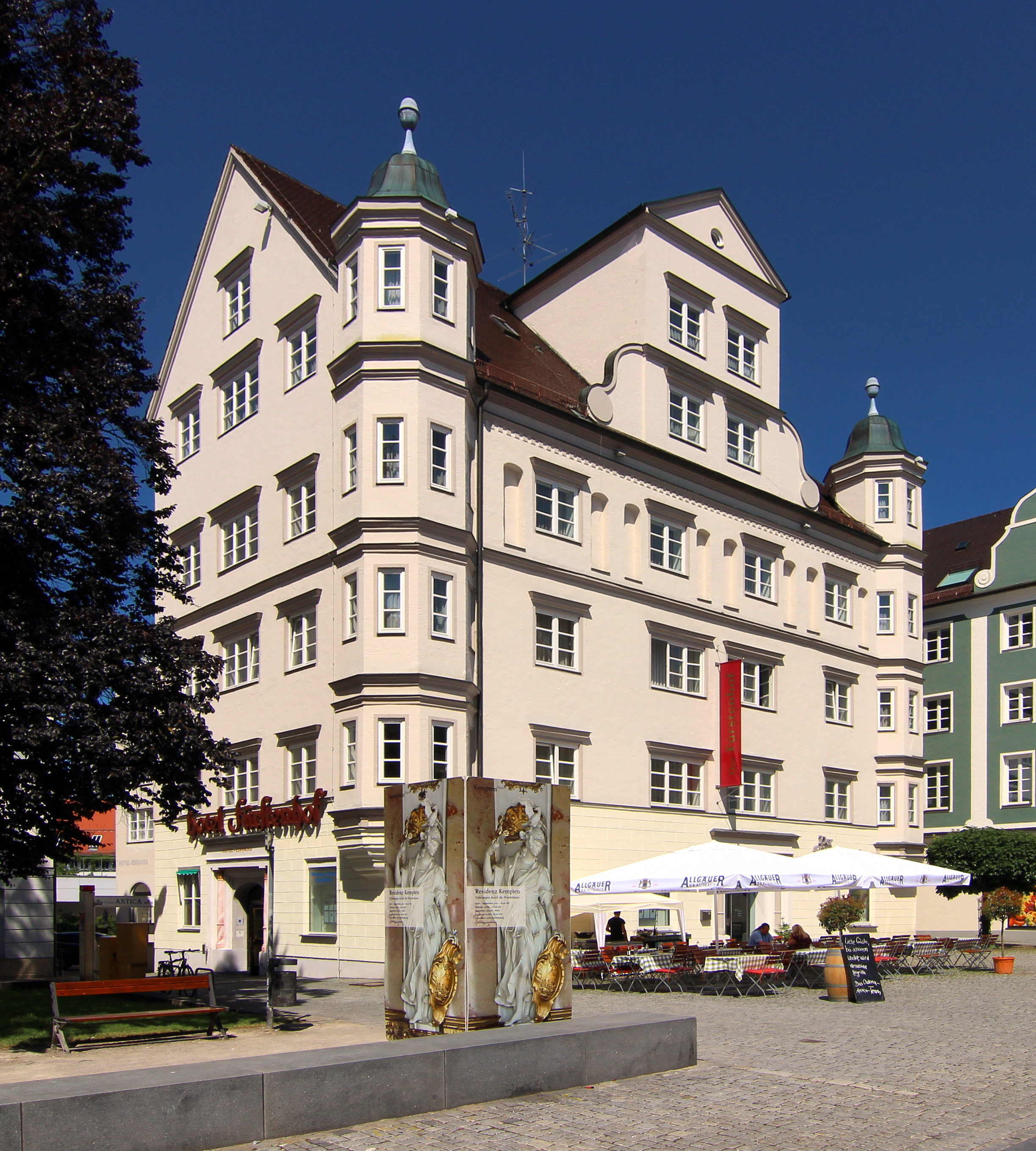
Hotel Fürstenhof

Das Hotel Fürstenhof (früher Café Schiff) ist der größte Renaissancebau in Kempten (Allgäu).
Das denkmalgeschützte Gebäude mit der Anschrift Rathausplatz 8 befindet sich am Rathausplatz und wurde erstmals 1187 urkundlich erwähnt. Über drei Jahrhunderte lang logierten dort immer wieder hochrangige Monarchen der Staufer und Habsburger wie beispielsweise Friedrich III. oder Maximilian I.
Anfang des 17. Jahrhunderts wurde es nach italienischen Ideal zu einem Patrizierpalast umgebaut. Heute schmückt das Gebäude eine Rokokofassade. Die Innenräume wurden zuletzt 1976/1977 umgebaut und das Zwerchhaus aufgesetzt. Rechts neben dem Gebäude befindet sich der Londoner Hof.
Während der Altstadtsanierung in Kempten – ein Pilotprojekt des Bundes in den 1950er Jahren – war ein Abriss des Fürstenhofs mit anschließendem Neubau geplant. Dieser Neubau sollte dem ursprünglichen Haus deutlich ähneln. Denkmalschützer verhinderten wie auch beim Müßiggengelzunfthaus den Abriss.